# I'm Henry the VIII I am
I'm Henry the VIII I am is een lied geschreven door Fred Murray en R. P. Weston. Zij schreven het in 1910. Het lied gaat niet over koning Henry VIII met zijn zes vrouwen. De zanger is in dit geval echtgenoot nummer acht van zijn (buur)vrouw, de refreintekst luidt:
I'm Henry the Eighth, I am,
Henry the Eighth I am, I am!
I got married to the widow next door,
She's been married seven times before
And every one was an Henry
She wouldn't have a Willie nor a Sam
I'm her eighth old man named Henry
Henry the Eighth, I am!

## Harry Champion / Joe Brown
De eerste die het liedje vastlegde was Harry Champion in 1910/1911 (Columbia 1621). Hij zong het met een cockney accent, waarbij Henry door h-deletie verbasterd werd tot ’Enery (I’m ’Enery the 8th I am). Er werd verder nog aan de tekst gewerkt, want de naam Willie kreeg een bijbetekenis (penis). Het was de toptijd voor deze Britse volkszanger. Hij nam het lied later in 1935 nogmaals op. Het lied bestond toen nog uit een aantal refreinen.
Het sukkelde een aantal jaren door, totdat Joe Brown het in 1961 oppakte voor de B-kant van zijn single Good luck and goodbye. De titel was I’m Henery the Eigth I am. Hij paste het verder danig aan, alleen de refreintekst (zie boven) bleef over. In 1965 kwam het grootste succes in de versie van Herman's Hermits, op de voet gevolgd door die van de The Chipmunks, ook alleen bestaande uit drie maal de refreintekst.
Een bijzondere versie is die van Patty Duke alias Cathy Lane. Zij zong het lied vanuit het perspectief van de desbetreffende buurvrouw.

## Herman’s Hermits
I’m Henry VIII, I am is een single van Herman's Hermits. Het is afkomstig van hun album Herman's Hermits on tour. Ook dan is het lied sterk ingekort. De gitaarsolo, die zij invoerden, werd bijna bekender dan het lied zelf. Het eigenaardige van dit plaatje met een typisch Brits thema gezongen door een Britse groep is dat het niet als single in het Verenigd Koninkrijk werd uitgebracht. In 1966 verscheen het aldaar wel op de EP She's a must to avoid.
De Amerikaanse B-kant werd gevormd door The end of the world van Arthur Kent en Sylvia Dee, in 1962 beroemd gemaakt door Skeeter Davis.

## Hitnotering
De uitvoering betekende de zesde hits van de Hermits in de Verenigde Staten en na Mrs. Brown, you've got a lovely daughter hun tweede nummer 1-notering in de Billboard Hot 100. Het plaatje stond slechts tien weken in de lijst en verdween net zo snel als het gekomen was (noteringen 42-13-3-2-2-1-4-9-20-43). In Nederland werd het een klein hitje.

### Nederlandse Top 40
| Positie: | 35 | 27 | 29 | uit |

### NPO Radio 2 Top 2000
I'm Henery the Eighth, I Am stond alleen in 2000 in de NPO Radio 2 Top 2000, op plek 1775.